# Culatello di Zibello
Culatello di Zibello é um enchido preparado com a carne dos porcos criados para o prosciutto di Parma, mas apenas nas regiões da Emilia Romagna e da Lombardia, e processado na planície a sul da cidade de Parma e do rio Pó, tendo como epicentro a cidade de Zibello. É feito com o “lombo” (também chamado o “coração”) da perna, ou seja, a parte mais macia do músculo, metida dentro da bexiga do porco e curado apenas com sal. É um produto com denominação de origem protegida. 
A carne é salgada imediatamente depois de retirada da perna e enrolada num fio em espiral, que lhe dá a forma de pera, que é uma das caraterísticos deste produto. A carne restante é usada para preparar fiocchetti. Depois de se deixar descansar nessa primeira salga por um par de dias, o culatello é massajado para que o sal penetre mais na carne; depois de mais uns dias em descanso num ambiente frio, o culatello é metido dentro duma bexiga de porco limpa e seca e novamente atado com força e guardado, durante pelo menos 12 meses, num compartimento húmido, mas a temperatura ambiente. Depois deste período de cura, o culatello deve pesar entre três e cinco kg e ter mantido a sua forma de pera.
Para ser consumido, o culatello curado deve ainda passar por algumas operações, uma vez que se encontra muito duro, sendo quase impossível cortá-lo. Cada culatello deve ser libertado do fio com que foi atado e limpo com uma escova dentro de água tépida corrente; a seguir, é deixado em vinho branco seco durante alguns dias e só depois liberto da pele e gordura que eventualmente tenha. Nessa altura já se pode fatiar e preparar para guardar: as fatias devem ser untadas com azeite ou manteiga e enroladas num pano, de preferência de linho, que deve depois ser molhado com vinho; o culatello assim preparado deve ser guardado num lugar fresco, mas não num frigorífico, o que lhe destruiria o sabor.